# Lucas do Rio Verde

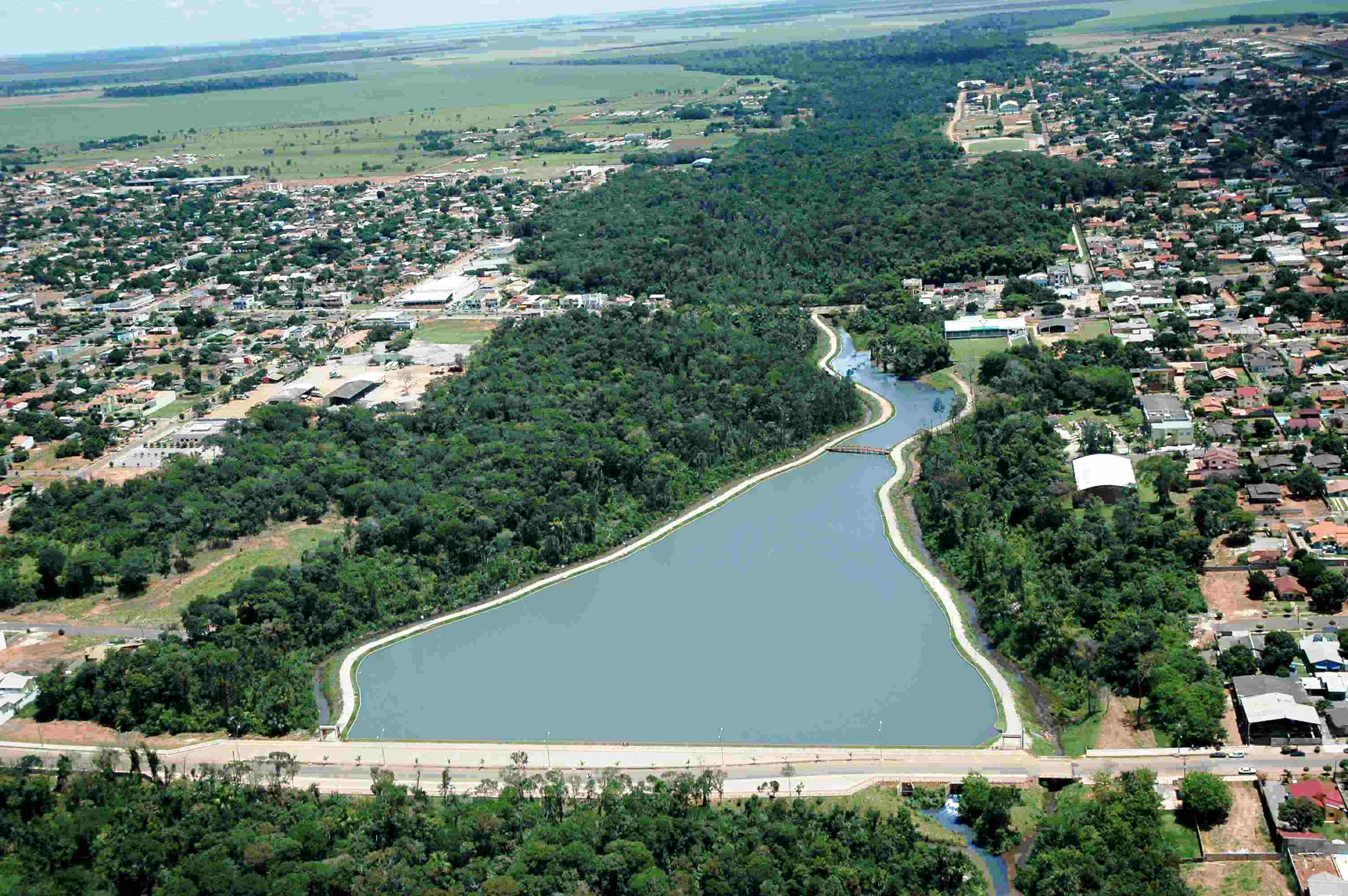
Blick auf den Lago Ernani José Machado in Lucas do Rio Verde im Bundesstaat Mato Grosso, Brasilien

Lucas do Rio Verde, amtlich portugiesisch Município de Lucas do Rio Verde, ist eine brasilianische Stadt im Landesinnern des Bundesstaates Mato Grosso, 334 km nördlich der Hauptstadt Cuiabá. Nach einer Schätzung des brasilianischen Instituts für Geografie und Statistik (IBGE) belegte Lucas do Rio Verde 2021 mit 69.671 Einwohnern den 11. Rang innerhalb des Bundesstaates und ist mit knapp 40 Jahren eine der jüngsten Städte dieser Größenordnung in Brasilien. Sie entstand aufgrund der Agroindustrie in dieser Region.

## Namensherkunft
Der Name der Stadt ist einerseits eine Hommage an den Kautschukzapfer namens Francisco Lucas de Barros, Vertreter der italienischen Gruppe Orlando & Cie und Borges & Cie, einer der wenigen Pioniere, die den Weg dank ihrer profunden Kenntnisse in die praktisch unbesiedelte Region des brasilianischen Mittleren Westens für künftige Siedler bereiteten; anderseits geht der Stadtname auf das lokale Gewässer zurück, das wegen seiner smaragdgrünen Farbe Rio Verde (Grüner Fluss) genannt wird.

## Geschichte
Anfang der 1960er Jahre gab es dort, wo sich heute Lucas do Rio Verde befindet, weder Häuser noch Elektrizität noch eine asphaltierte Straße. Damals lebten nur noch wenige Indios in Mato Grosso. Man schuf Reservate, um diese Bewohner einerseits zu schützen, andererseits um Infrastrukturbauwerke frei anlegen zu können. Im Rahmen des landesweiten Integrationsprogramms ließ die Militärregierung Fernstraßen („estradas de penetração“) anlegen, um erstens die vielen Arbeitslosen, die infolge der Dürren von 1969 und 1970 vor allem im Nordosten keine Arbeit fanden, zu beschäftigen und zweitens um dem demografischen Vakuum in Amazonien mit der Kolonisierung entgegenzuwirken. Dank dieser Politik entstand allmählich die 1770 km lange Nationalstraße BR-163 von Cuiabá nach Santarém. In der Folge zogen die ersten Landwirtschafts- und Siedlungsunternehmer in diese Gegend und mit ihnen viele Pächter, die Wald mit der Axt rodeten und dann nach Verbrennung der Vegetation zwischen verkohlten Strünken und Stämmen mit dem Spaten Bohnen für den Eigenbedarf anbauten. Nach der Ernte lieferten sie dem Landbesitzer den vereinbarten Teil ab. Soweit sie aus der Anbaufläche die vereinbarte Ernte erwirtschafteten, säten sie Gras an, um Vieh zu züchten, und ein weiteres Waldgebiet wurde gerodet. Große Unternehmungen im Besitz weitläufiger Waldgebiete säten, nachdem der Wald gerodet und die verdorrte Vegetation abgebrannt worden war, anfangs der Regenzeit aus dem Flugzeug Gras.
Aufgrund des stetigen Preisverfalls landwirtschaftlicher Erzeugnisse auf dem Weltmarkt waren landesweit viele Landwirte – vor allem landwirtschaftliche Klein- und Mittelbetriebe – jedoch nicht in der Lage, Banken und anderen Gläubigern ihre akkumulierten Schulden zu bezahlen. Sie verschuldeten sich und mussten ihre Immobilien verkaufen oder direkt an die Gläubiger, die Banken, abgeben. Gleichzeitig kauften Kapitalisten und durch Finanzspekulationen reich gewordene Großgrundbesitzer Land von verschuldeten Landwirten zu lächerlichen Preisen und wurden noch größer. Auf diese Weise kapitalisiert, schafften sie es, ihre Produktionstechniken ständig zu modernisieren; sie konnten alle Mechanisierungsmittel verwenden, die der Geschäftsführung zur Verfügung standen und für den einfachen Landwirt unerreichbar waren. Sie erhielten einfachen Zugang zu neuen Krediten im Bankennetz, da ihre angesammelten Vermögenswerte, große Flächen für wenig Geld, ausreichende Garantien boten. Neue Latifundien wurden durch die Zusammenlegung kleinerer Immobilien geschaffen, die häufig in landwirtschaftlichen Projekten kleiner Produzenten angesiedelt waren und zuvor nur schwer ins Projekt hatten eingebunden werden können.
1981 protestierten in Ronda Alta, im Bundesstaat Rio Grande do Sul, während Monaten etwa 600 Bauernfamilien, die kein Land (mehr) hatten. Sie forderten Boden, um Landwirtschaft zu betreiben. Hier entstand die Bewegung der Landarbeiter ohne Boden (kurz: Bewegung der Landlosen – Movimento dos Sem Terra: MST), die sich bis heute für eine Agrarreform einsetzt.
In den 1970er Jahren hatten sich in den Genossenschaften der Holambra, im Bundesstaat São Paulo, mehrere Genossenschafter, darunter Holländer und Schweizer, entschlossen, aufgrund der beschränkten Landreserven der Holambra, auswärts nach Boden Ausschau zu halten. Sie fanden ein neues Gebiet im Cerrado in Mato Grosso, das sie besiedeln und genossenschaftlich bewirtschaften wollten. Zu diesem Zweck setzten sie sich mit dem INCRA (Instituto Nacional de Colonização e Reforma Agrária)  zusammen und planten die Ansiedlung und Bewirtschaftung dieses Gebietes, organisierten und finanzierten gemeinsam einen Kontrollposten, der die spontanen Landbesetzungen auf diesem Gebiet verhindern sollte.
1981 erklärte die Regierung von Präsident João Batista Figueiredo unter dem Druck der anhaltenden Proteste in Ronda Alta per Dekret das Gebiet des künftigen Lucas do Rio Verde als prioritär für die Agrarreform und enteignete einen Großteil der bereits angesiedelten Bauernfamilien. Obwohl das Projekt der Genossenschafter aus São Paulo und dem INCRA wegen dieses Dekrets in größte Gefahr zu geraten schien, beschleunigte es letztlich die Realisierung des Siedlungs- und Genossenschaftsprojekts sogar. Die ehemaligen Holambra-Genossenschafter gründeten eine neue Genossenschaft, die Cooperlucas (Cooperativa Agropecuária Lucas do Rio Verde Ltda.), die im Rahmen des Sondersiedlungsprojekts Lucas do Rio Verde (Projeto Especial do Assentamento Lucas do Rio Verde) beauftragt wurde, den neuen Siedlern technische Hilfe und Unterstützung zu leisten. Auf diese Weise konnten 1981/82 nebest den ehemaligen Holambra-Genossenschaftern aus São Paulo weitere 203 Familien von landlosen Bauern aus Ronda Alta, Rio Grande do Sul, hier angesiedelt werden. In den ersten Monaten wohnten die Familien in improvisierten Zelten, ohne Elektrizität, ohne fließendes Wasser, ohne medizinische Hilfe. Der von Anfang an geförderte Gemeinschaftssinn und die gemeinsame Vision, die Chance, den eigenen Boden für einer besseren Zukunft zu nutzen, half, die prekäre Situation und unzählige Schwierigkeiten zu meistern.
Somit begann 1981 die Geschichte der heutigen Stadt Lucas do Rio Verde. Bis Ende der 90er Jahre wurde die Siedlung noch nicht mit elektrischer Energie versorgt. Es gab einzelne mit Öl betriebene Generatoren, welche Elektrizität für die Stadt produzierten.
Der 5. August 1982 wird gefeiert als Gründungstag der Agrarsiedlung, die damals noch zur Gemeinde Diamantino gehörte. Am 16. September 1985 wurde das Gesetz, das den Distrikt Lucas do Rio Verde ermöglichte, ratifiziert. Am 17. März 1986 bekam der städtische Kern den Status eines Distrikts, und am 4. Juli 1988 wurde sie mit inzwischen 5500 Einwohnern politisch-administrativ unabhängig.
1990 konnte die erste Telefonzentrale mit 362 lokalen Anschlüssen in Betrieb genommen werden. Zuvor stand der gesamten Bevölkerung eine einzige öffentliche Telefonkabine zur Verfügung, was sehr lange Warteschlangen zur Folge hatte.
Gab es 1976/77 in Mato Grosso 38 Gemeinden, so waren es im Jahr 2000 bereits 142.

## Kommunalverwaltung
Bei der Kommunalwahl 2016 wurde Flori Luiz Binotti des PSD zum Stadtpräfekten für die Amtszeit 2017 bis 2020 gewählt. Er wurde bei der Kommunalwahl 2020 durch Miguel Vaz der Partei Cidadania für die Amtszeit von 2021 bis 2024 abgelöst.

## Bevölkerungsentwicklung
Anlässlich der Volkszählung von 2010 lebten in Lucas do Rio Verde 45.556 Einwohner und belegte damit den 8. Rang der bevölkerungsreichsten Orte von Mato Grosso. Die Bevölkerungsdichte betrug 16,31 Einwohner/km². Von diesen Einwohnern lebten 42.455 (93,19 %) in der urbanen Zone der Stadt und 3101 (6,81 %) in der Landwirtschaftszone; die Bevölkerung setzte sich zusammen aus 54,04 % Weißen, 40,00 % Mulatten, 5,06 % Schwarzen und 0,88 % Gelben.
Bezüglich der Nationalität waren 99,81 % Brasilianer und 0,10 % waren Ausländer.
Im Jahr 2010 lebten 95,3 % der Bevölkerung von Lucas do Rio Verde oberhalb der Armutsgrenze, 3,6 % in Armut und 1,1 % in extremer Armut.
Im Jahr 2018 zählte Lucas do Rio Verde 65.534 Einwohner (vgl. obiges Diagramm).

## Wirtschaft
2017 betrug das Sozialprodukt pro Kopf in der Gemeinde R$ 60.473. Laut IBGE gab es 2018 innerhalb der Gemeinde 7.910.354 Geflügeltiere, 148.284 Schweine, 32.724 Rinder, 3200 Schafe, 601 Pferde und 155 Ziegen. Und im gleichen Jahr wurden in der Gemeinde 3,972 Mio. Liter Kuhmilch von 1866 Kühen und 6000 kg Bienenhonig hergestellt. 2017 wurden im Ackerbau mit saisonalem Fruchtwechsel 1.060.423 t Mais, 714.519 t Soja, 7164 t Bohnen, 3147 t Reis, 238 t Maniok, 126 t Wassermelonen und 63 t Zuckerrohr produziert.